# تشارلز برستون ويكهام
تشارلز برستون ويكهام هو محامي وقاضي وسياسي أمريكي، ولد في 15 سبتمبر 1836 في نورواك في الولايات المتحدة، وتوفي بنفس المكان في 18 مارس 1925. نشط حزبياً في الحزب الجمهوري. وقد انتخب عضو مجلس النواب الأمريكي ‏.